# Lijst van Kreise en kreisfreie steden in Sleeswijk-Holstein
Dit is een lijst van Kreise en kreisfreie steden in Sleeswijk-Holstein.

## Opbouw
Onderstaande lijst is als volgt opgebouwd:
- Kreis, kreisfreie Stadt: naam van de Landkreis respectievelijk kreisfreie stad
- Kreisstadt: naam van de Kreisstad: Bij de kreisfreise steden is deze cel leeg
- Wapen: officiële wapen van de Kreis respectievelijk kreisfreie stad
- Reg.-Bez., Ligging: Regierungsbezirk en positiekaart van de Kreis respectievelijk kreisfreie stad binnen de deelstaat Sleeswijk-Holstein
- Kenteken: kentekens van de plaatselijke overheid
- Inwoners: inwonertal van de Landkreis respectievelijk kreisfreie stad[1]
- Oppervlakte: oppervlakte van de Landkreis respectievelijk kreisfreie stad in vierkante kilometers (km²)[2]
- Inw/km²: bevolkingsdichtheid in inwoner per vierkante kilometer
- Afbeelding: een typische afbeelding van de regio, waarmee de desbetreffende Landkreis respectievelijk kreisfreie stad identificeert wordt

## Overzicht
| Kreis/ kreisfreie Stadt       | Kreisstadt                                        | Wapen              | Reg.-Bez. Ligging  | Kenteken(s)        | Inwoners (31-12-2020) | Oppervlakte (in km²) | Inw./km² | Landrat/ OB                       | Afbeelding                                                                   |
| ----------------------------- | ------------------------------------------------- | ------------------ | ------------------ | ------------------ | --------------------- | -------------------- | -------- | --------------------------------- | ---------------------------------------------------------------------------- |
| Dithmarschen                  | Heide                                             |                    |                    | HEI, MED           | 133.251               | 1.428,18             | 93       | Stefan Mohrdieck (partijloos)     | Kohlfeld in Schülp                                                           |
| Flensburg (Kreisfreie Stadt)  |                                                   |                    |                    | FL                 | 89.934                | 56,73                | 1.585    | Simone Lange (SPD)                | Marineschule Mürwik                                                          |
| Herzogtum Lauenburg           | Ratzeburg                                         |                    |                    | RZ                 | 199.152               | 1.263,06             | 158      | Christoph Mager (CDU)             | Möllner Altstadt vom Stadtsee aus                                            |
| Kiel (Kreisfreie Stadt)       |                                                   |                    |                    | KI                 | 246.601               | 118,65               | 2.078    | Ulf Kämpfer (SPD)                 | Blick auf die Kieler Förde, im Vordergrund die Werft HDW                     |
| Lübeck (Kreisfreie Stadt)     |                                                   |                    |                    | HL                 | 215.846               | 214,19               | 1.008    | Jan Lindenau (SPD)                | Holstentor                                                                   |
| Neumünster (Kreisfreie Stadt) |                                                   |                    |                    | NMS                | 79.905                | 71,66                | 1.115    | Olaf Tauras (CDU)                 | Rathaus Neumünster                                                           |
| Nordfriesland                 | Husum                                             |                    |                    | NF                 | 167.147               | 2.083,53             | 80       | Florian Lorenzen (CDU)            | Leuchtturm Westerheversand                                                   |
| Ostholstein                   | Eutin                                             |                    |                    | OH                 | 201.487               | 1.393,00             | 145      | Reinhard Sager (CDU)              | Eutiner Schloss                                                              |
| Pinneberg                     | Pinneberg (amtlicher Sitz), Elmshorn (Verwaltung) |                    |                    | PI                 | 317.085               | 664,27               | 477      | Oliver Stolz (partijloos)         | Schiffsbegrüßungsanlage Willkommhöft an der Elbe in Wedel                    |
| Plön                          | Plön                                              |                    |                    | PLÖ                | 129.353               | 1.083,57             | 119      | Stephanie Ladwig (partijloos)     | Marineehrenmal Laboe mit Museums-U-Boot U 995                                |
| Rendsburg-Eckernförde         | Rendsburg                                         |                    |                    | RD, ECK            | 274.765               | 2.189,77             | 125      | Rolf-Oliver Schwemer (partijloos) | Eisenbahnhochbrücke und Schwebefähre über den Nord-Ostsee-Kanal in Rendsburg |
| Schleswig-Flensburg           | Sleeswijk                                         |                    |                    | SL                 | 202.647               | 2.071,33             | 98       | Wolfgang Buschmann (partijloos)   | Reste des Danewerks                                                          |
| Segeberg                      | Bad Segeberg                                      |                    |                    | SE                 | 278.007               | 1.344,47             | 207      | Jan Peter Schröder (partijloos)   | Naturschutzgebiet Wittmoor in Norderstedt/Hamburg                            |
| Steinburg                     | Itzehoe                                           |                    |                    | IZ                 | 130.706               | 1.055,70             | 124      | Torsten Wendt (partijloos)        | Kreishaus Kreis Steinburg                                                    |
| Stormarn                      | Bad Oldesloe                                      |                    |                    | OD                 | 244.989               | 766,24               | 320      | Henning Görtz (CDU)               | Schloss Reinbek                                                              |
| Sleeswijk-Holstein            | Sleeswijk-Holstein                                | Sleeswijk-Holstein | Sleeswijk-Holstein | Sleeswijk-Holstein | 2.910.875             | 15.804,35            | 184      |                                   |                                                                              |